# Pat Smear
Georg Albert Ruthenberg (* 5. srpna 1959), známý jako Pat Smear, je americký kytarista, který působil hned v několika populárních rockových kapelách. Hrál mimo jiné s The Germs, Nirvanou a Foo Fighters.
Narodil se a vyrůstal v Los Angeles. Začínal v legendární hardcore punkové kapele The Germs. Dlouhé roky po rozpadu kapely ho jakožto punkovou ikonu oslovil sám Kurt Cobain s nabídkou postu druhého kytaristy v Nirvaně. S Nirvanou poprvé hrál v roce 1993 v Saturday Night Live. Jako doprovodný hráč se též objevil na albu MTV Unplugged in New York. S kapelou Foo Fighters, kterou po rozpadu Nirvany založil Dave Grohl nahrál v roce 1997 album The Colour and the Shape, ovšem při turné k jeho propagaci z kapely odešel. Vrátil se k ní v roce 2006 jako doprovodný kytarista na turné a v roce 2011 s ní nahrál desku Wasting Light a stal se opět oficiálním členem.